# Albastar A1
Albastar A1 je slovensko jadralno letalo, ki ga je zasnoval Pavel Potočnik, proizvajalo pa ga je podjetje Albastar. A1 ima 30 kW (40 hp) motr Rotax 447, ki mu omogoča samostojen vzlet. Ima lesen propeler v konfigiraciji vlačilec (traktor). Ko motor ni več potreben se lahko uvlači v trup. Na nekaterih letalih se uporablja tudi motor Hirth.
A1 je večinoma zgrajen iz kompozitnih materialov, kot so karbonska vlakna, kevlar in PVC pena. Ima 15 m (49,2 ft) razpon kril s wingleti. Jadralno število je okrog 40:1.

## Specifikacije (2003 model A1)
Podatki iz World Directory of Leisure Aviation 2003-04
Splošne značilnosti
- Posadka: one
- Razpon kril: 15 m (49 ft 3 in)
- Površina kril: 12,26 m2 (132,0 sq ft)
- Teža praznega letala: 300 kg (661 lb)
- Propelerji: št. lopatic: two lesen

Zmogljivost
- Hitrost pri porušitvi vzgona: 63 km/h (39 mph; 34 kn)
- Neprekoračljiva hitrost: 362 km/h; 196 kn (225 mph)
- Jadralno število: 40:1
- Hitrost padanja: 0,58 m/s (114 ft/min)